# 湯島町
湯島町（ゆのしまちょう）は、鹿児島県薩摩川内市の町。旧川内市湯島町。郵便番号は899-1923。人口は342人、世帯数は160世帯（2020年10月1日現在）。

## 地理
薩摩川内市の本土側の西部、川内川の下流域に位置している。字域の北方には水引町、南方には川内川を隔てて高江町、久見崎町、西方には港町、東方には小倉町にそれぞれ接している。
町域の南端部を東西に川内川が流れ、川内川に沿って鹿児島県道44号京泊大小路線が通っている。また、中央部をほぼ南北に原田川が隣接する水引町から流れ港町付近で川内川河口と合流する。川内川と原田川の流域に水田が多くあり、その周辺に集落が所在している。
また、字域の西端部には丸武産業が運営する川内戦国村がある。

### 河川
- 川内川（一級河川）

### 町名の由来
「湯島町」という町名は湯島町設置前の大字草道の字湯浦の「湯」と字平島の「島」を合成したものである。

## 歴史
1951年（昭和26年）4月1日には水引村が川内市に編入された。同月の11日に鹿児島県公報に掲載された「 川内市の区域内の一部の大字名及び区域変更」（鹿児島県告示）により4月1日付で元薩摩郡水引村大字草道の区域中字大潟・橋本・潟山・戸脇・碓子丸・苗代丸・苗代田・江口・塩入・輪倉天水中畠・龍上・須崎・西口・藤原・沖島松塚・村前・山神・平島・茂山・木場山・馬之江・下馬之江・ナメリ・上代・沖須・道久・竹島・月屋・小月屋・塩浜・柳丸・湯浦・萩平・橋口・訳渡・塘内・大迫・脇田・五反田・境下・前浜・湯迫・木場前の区域を以て新たに川内市の町「湯島町」が設置された。
2004年（平成16年）10月12日に川内市、東郷町、入来町、祁答院町、樋脇町、下甑村、上甑村、鹿島村、里村が新設合併し薩摩川内市が設置された。この市町村合併に伴い設置された法定合併協議会において川内市の町・字については「現行通りとする。」と協定されたため、名称の変更は行われずに薩摩川内市の町となった。

### 字域の変遷
| 変更後               | 変更年             | 変更前                 |
| -------------------- | ------------------ | ---------------------- |
| 川内市湯島町（新設） | 1951年（昭和26年） | 水引村大字草道（一部） |

## 人口
以下の表は国勢調査による小地域集計が開始された1995年以降の人口の推移である。
| 年                 | 人口 |
| ------------------ | ---- |
| 1995年（平成7年）  | 543  |
| 2000年（平成12年） | 502  |
| 2005年（平成17年） | 505  |
| 2010年（平成22年） | 465  |
| 2015年（平成27年） | 418  |
| 2020年（令和2年）  | 342  |

## 施設

### 公共
- 平島集会所

### 寺社
- 南方神社
- 湯宝寺

### その他
- 川内戦国村

## 小・中学校の学区
市立小・中学校に通う場合、学区（校区）は以下の通りとなる。
| 大字   | 番地 | 小学校                 | 中学校                 |
| ------ | ---- | ---------------------- | ---------------------- |
| 湯島町 | 全域 | 薩摩川内市立水引小学校 | 薩摩川内市立水引中学校 |

## 交通

### 道路
主要地方道
- 鹿児島県道44号京泊大小路線

### 鉄道
字域内には鉄道は通っていない。最寄りの駅は水引町にある肥薩おれんじ鉄道草道駅である。